# Буздыган
Буздыган (от тюркского «бузды» «разрушить», также боздыхан, буздыха́н, буздуган, буздурхан) — разновидность булавы, с яблоком, усаженным шипами или гвоздями; чаще имеет несколько приваренных пластин. 
В знаменитом произведении Владимира Ивановича Даля указано что Буздыха́н м. стар. род жезла, старшинская, начальничья булава., то есть знак различия начальствующего состава (знак начальственной власти).

## История
Слово, вероятно было заимствовано населением, проживающим к северу, северо-западу от границ Османской империи, после чего проникло в некоторые славянские языки.
Такую булаву по-русски можно назвать шестопером, перначом. Впрочем, и без перевода слово «буздуган, буздоган, буздован» в средние века вошло в словари не только русского, но и польского, сербского, болгарского, венгерского языков.
В русском языке, согласно словарю Даля, буздыган — палица или трость, с комелем или набалдашником, часто окованным металлом.
В районе Приднестровья, этнографически близким к Буковине и Карпатскому региону, буздыганом называли деревянные палицы: молдавские гайдуки устраивали поединки на буздуганах, искусное владение которыми часто решало вопрос — принять или не принять молодого человека в гайдуки.
- Индоперсидский буздыган.
- Буздуган в экспозиции замка Мальборк.